# Devičany
Devičany este o comună slovacă, aflată în districtul Levice din regiunea Nitra. Localitatea se află la altitudinea de 296 m deasupra n.m., se întinde pe o suprafață de 29,88 km2 și în 2017 număra 381 de locuitori.

## Istoric
Localitatea Devičany este atestată documentar din 1075.

## Demografie
| An:                | 1994 | 2004    | 2014   | 2024   |
| ------------------ | ---- | ------- | ------ | ------ |
| Număr de persoane: | 431  | 382     | 388    | 401    |
| Diferență:         |      | −11,36% | +1,57% | +3,35% |

| An:                | 2023 | 2024   |
| ------------------ | ---- | ------ |
| Număr de persoane: | 400  | 401    |
| Diferență:         |      | +0,25% |